# 钝角三峡槭
钝角三峡槭（学名：Acer wilsonii var. obtusum）为槭树科槭属下的一个变种。

## 扩展阅读
- 維基物種上的相關：钝角三峡槭